# Catedral de Monza
La catedral de Monza (del italiano: Duomo di Monza), dedicada a San Juan Bautista, está situada en la ciudad italiana de Monza, en la plaza homónima. Originariamente, fue edificada entre el siglo VI y VII aunque el edificio actual fue reconstruido a partir del año 1300 sobre las ruinas de la iglesia lombarda.

## Historia
Dice la tradición que fue la reina de los lombardos Teodolinda la que decidió construir este templo. De hecho, había prometido erigir un templo a San Juan Bautista y esperaba la inspiración divina que le indicase el lugar más apropiado. Mientras cabalgaba un día con su séquito a través de un paraje plagado de olmos y bañado por el Lambro, la reina se paró a dormir junto a la ribera del río. En el sueño vio una paloma que se paró cerca de ella y le dijo Modo (aquí). La reina responde prontamente Etiam (sí). La basílica surge en el lugar en que la paloma había indicado, y de las dos palabras pronunciadas por la reina y la paloma viene el primer nombre de la ciudad Modoetia.
Teodolinda hizo erigir en el año 595 un oratorio (capilla de la reina) de planta de cruz griega; de esta primera construcción sólo quedan los muros del siglo VI. A la muerte de la reina, si bien el edificio no estaba todavía terminado, su cuerpo fue enterrado allí, en el centro de la nave izquierda. Sobre los restos del oráculo en el siglo XII se levantó primero un nuevo templo, alargado luego hacia Occidente.

## Edificio actual
La basílica fue reconstruida completamente a partir del año 1300 sobre las ruinas de la iglesia lombarda. Se realiza entonces una iglesia de planta de cruz latina y cimborrio octogonal. En la segunda mitad del siglo se añaden las capillas laterales y se amplía, con proyecto de Matteo da Campione, con la fachada en mármoles polícromos blancos y verdes bajo la influencia del gótico pisano. De 1500 en adelante, en el interior fue remozado el coro y el techo, que constaba de vigas y estaba cubierto de volutas impostatas en arcos redondos. Las paredes y las volutas fueron pintadas al fresco y ornadas de estuco. El campanario fue erigido en el año 1606 por obra de Pellegrino Tibaldi y en el siglo XVIII fue anexado un cementerio en el lado izquierdo.